# Hannes Daube
Hannes Peter Daube, född 5 januari 2000, är en amerikansk vattenpolospelare som spelar i USA:s herrlandslag i vattenpolo. Han deltog i olympiska sommarspelen 2020 där USA slutade på sjätte plats.
Efter skoltiden i Lutheran High School of Orange County studerade Daube vid University of Southern California där han spelade för USC Trojans. Han har tagit guld vid panamerikanska spelen 2019 och 2023.